# Ryssholmen, Raseborg
Ryssholmen är en udde i Finland.   Den ligger i den ekonomiska regionen  Raseborg  och landskapet Nyland, i den södra delen av landet, 100 km väster om huvudstaden Helsingfors.
Terrängen inåt land är platt. Havet är nära Ryssholmen västerut.  Närmaste större samhälle är Hangö, 14,6 km sydväst om Ryssholmen. I omgivningarna runt Ryssholmen växer i huvudsak barrskog.